# Naguanagua (plaats)
Naguanagua is een Venezolaanse stad en de hoofdplaats van de gelijknamige gemeente in de deelstaat Carabobo. Het is centraal gelegen in het noorden van het land ten noorden van Valencia, de hoofdstad van de deelstaat. Verschillende gebouwen van de Universiteit van Carabobo bevinden zich in de stad.